# Лівадія (Вилча)
Лівадія (рум. Livadia) — село у повіті Вилча в Румунії. Адміністративно підпорядковане місту Беїле-Оленешть.
Село розташоване на відстані 169 км на північний захід від Бухареста, 15 км на північний захід від Римніку-Вилчі, 103 км на північ від Крайови, 117 км на південний захід від Брашова.

## Населення
За даними перепису населення 2002 року у селі проживали 1820 осіб, з них 1812 осіб (99,6%) румунів.
Рідною мовою назвали:
| Мова      | Кількість осіб | Відсоток |
| --------- | -------------- | -------- |
| румунська | 1809           | 99,4%    |
| німецька  | 7              | 0,4%     |